# Rethymno
Rethymno (tiếng Hy Lạp: ?) là một khu tự quản ở vùng Kríti, Hy Lạp. Khu tự quản Rethymno có diện tích 396 km², dân số theo điều tra ngày 18 tháng 3 năm 2001 là 47272 người.